# Адавија Ефендијева
Адавија Ефендијева (рус. Адавие Эфендиева; 1879 — 1944) је била кримско-татарска мајсторска плетиља и везиља која је умрла у Самарканду убрзо након депортације кримских Татара 1944. године.

## Биографија
Адавија Ефендијева рођена је у кримском граду Јевпаторији 1879. године, још док је био део Руске Империје. Од малена ју је бака обучавала везењу и ткању. Машину за вез први пут је користила са дванаест година и научила је да користи електрични разбој са шеснаест година. Године 1928. постала је надлежна у музеју Јевпаторија, где је предавала вез. Касније је радила као инструктор веза у уметничком музеју. Од свог детињства до 1937. године створила је преко 500 везених дела, која су први пут постављена у московске уметничке поставке 1935. године. Касније је њена уметност доспела у музеје западне Европе и Сједињених Држава. Убрзо након што је Црвена армија поново преузела контролу над Кримом 1944. године, већина етничких Татара, укључујући Ефендијеву, депортована је у Узбекистанску ССР. У суровим условима изгнанства умрла је убрзо по доласку у Самарканд. Многа њена дела, укључујући столњаке, пешкире и везене каишеве, остају изложени у Централном музеју Таврида у Симферополу.